# Акташево (Гафурійський район)
Акта́шево (рос. Акташево, башк. Аҡташ) — присілок у складі Гафурійського району Башкортостану, Росія. Входить до складу Ковардинської сільської ради.
Населення — 126 осіб (2010; 147 в 2002).
Національний склад:
- башкири — 99%